# Gare d'Argenteau
La gare d’Argenteau est une ancienne gare ferroviaire belge de la ligne 40, de Liège à Visé située à Argenteau, ancienne commune rattachée à la ville de Visé, dans la province de Liège en Région wallonne.

## Situation ferroviaire
La gare d’Argenteau se trouvait au point kilométrique (PK) 13.0 de la ligne 40, de Y Val-Benoît à Visé (frontière) entre les haltes également fermées de Pont d’Argenteau et Souvré.

## Histoire
La Compagnie du Chemin de fer de Liège à Maestricht et ses extensions inaugure le 24 novembre 1861 la ligne de Liège (Longdoz) à Maastricht, comprenant une gare à Argenteau.
Le 1er juillet 1956, la SNCB supprime la desserte omnibus de la ligne 40 (partiellement assurée par des trains hollandais) et la gare d’Argenteau fait partie des arrêts supprimés.

## Patrimoine ferroviaire
Dernier représentant des gares d'origine de la ligne bâties par la Compagnie du chemin de fer de Liège à Maestricht, le bâtiment des recettes était à l'origine identique à celui de la gare de Jupille. De style néo-Renaissance rappelant l'architecture mosane, ce bâtiment symétrique à étage est constitué d'un corps central de trois travées encadré par des ailes plus étroites, de deux travées, avec un encorbellement notable sur les façades en briques. En leur centre, les deux façades longitudinales se caractérisent par un épi de toiture et un blason. Des bandes lombardes ornent le sommet des murs et les fenêtres étaient à l'origine des vitraux,. Repeint en blanc durant le XXe siècle et affublé d'un bardage de tuiles côté voies par la suite, il a servi un temps de restaurant puis de logements. Rénové dans les années 2010, il perd son dernier blason côté rue.

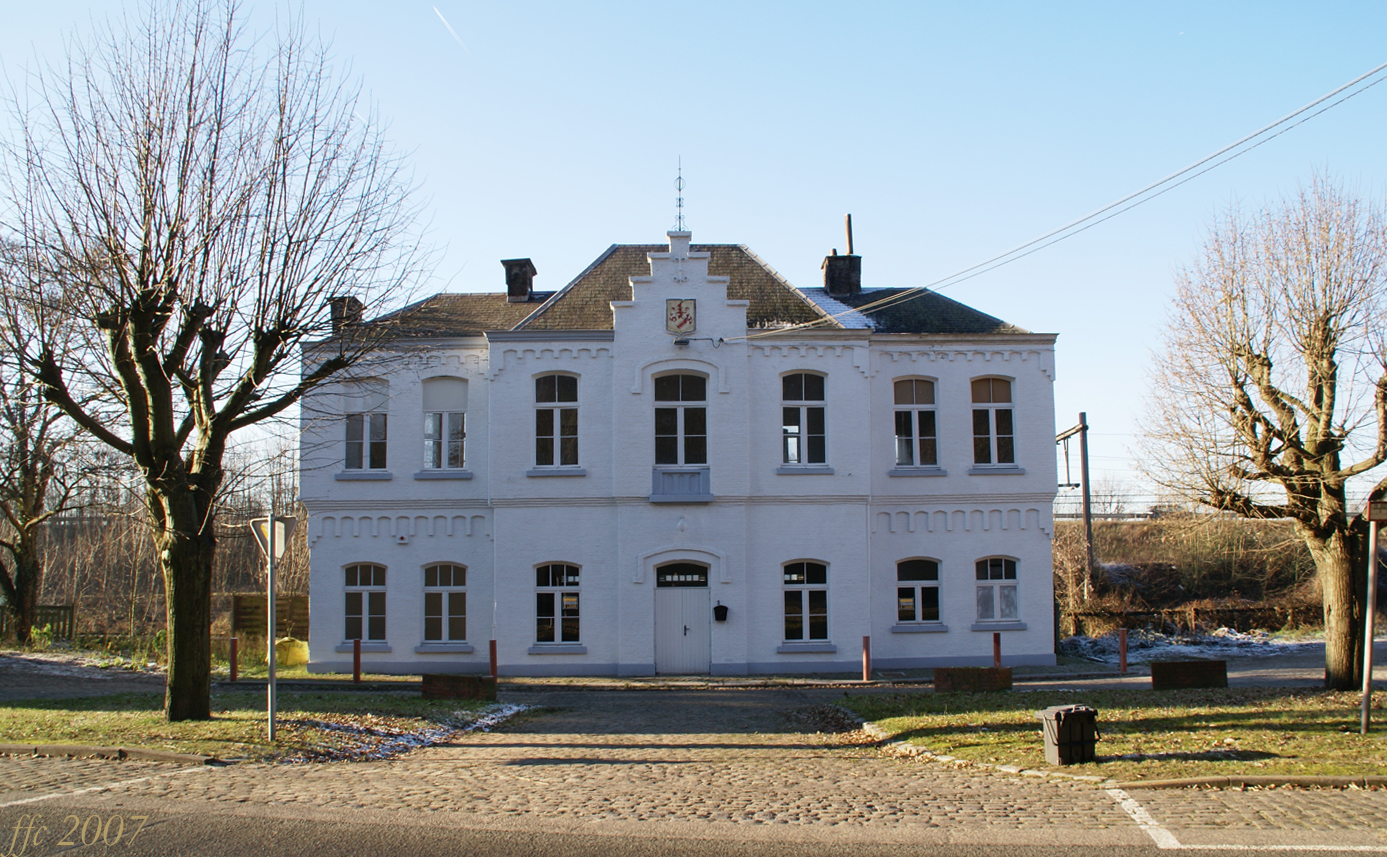
En 2007, côté rue.
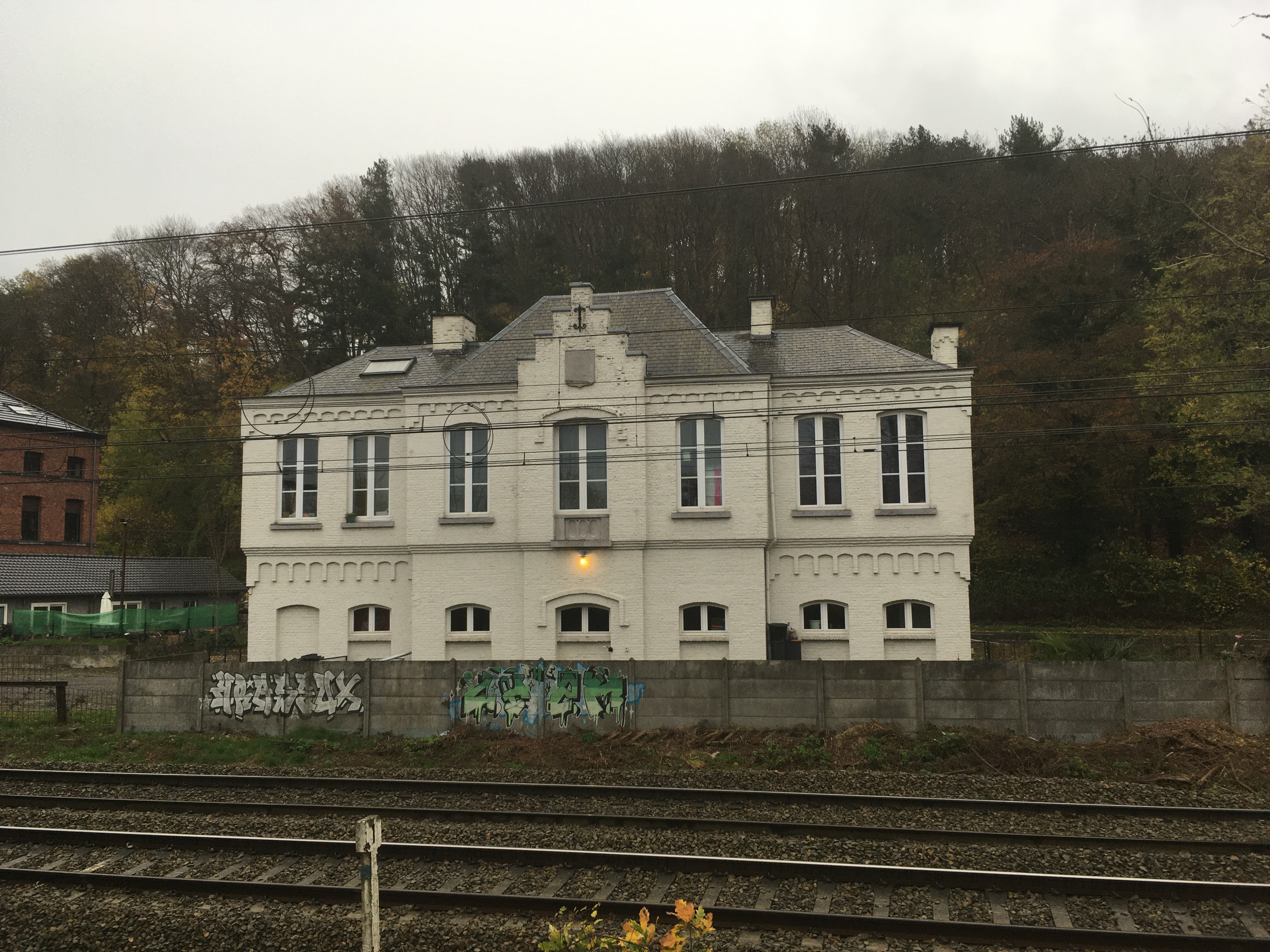
2020, côté voies.
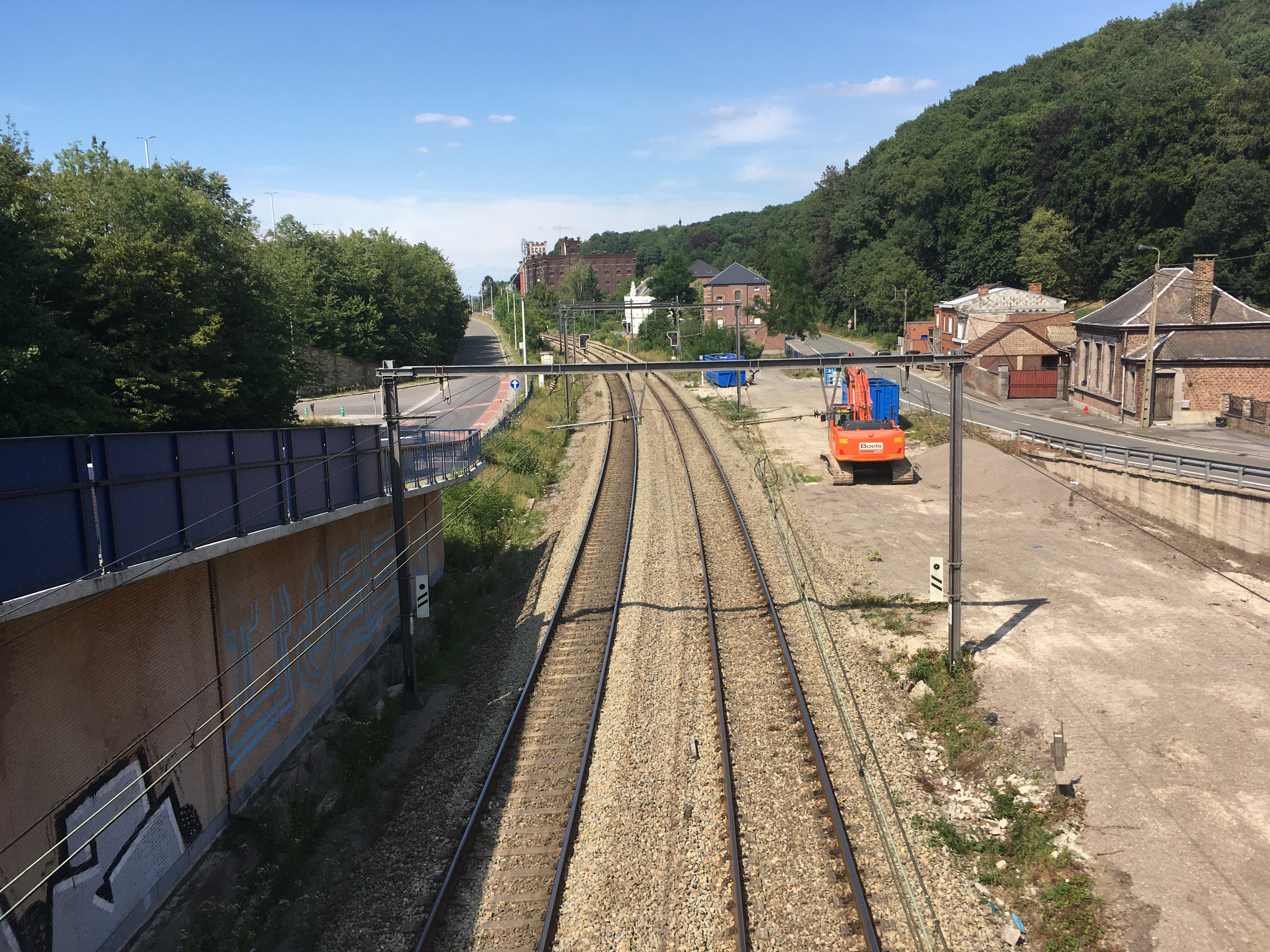
Vue depuis une passerelle piétonne.
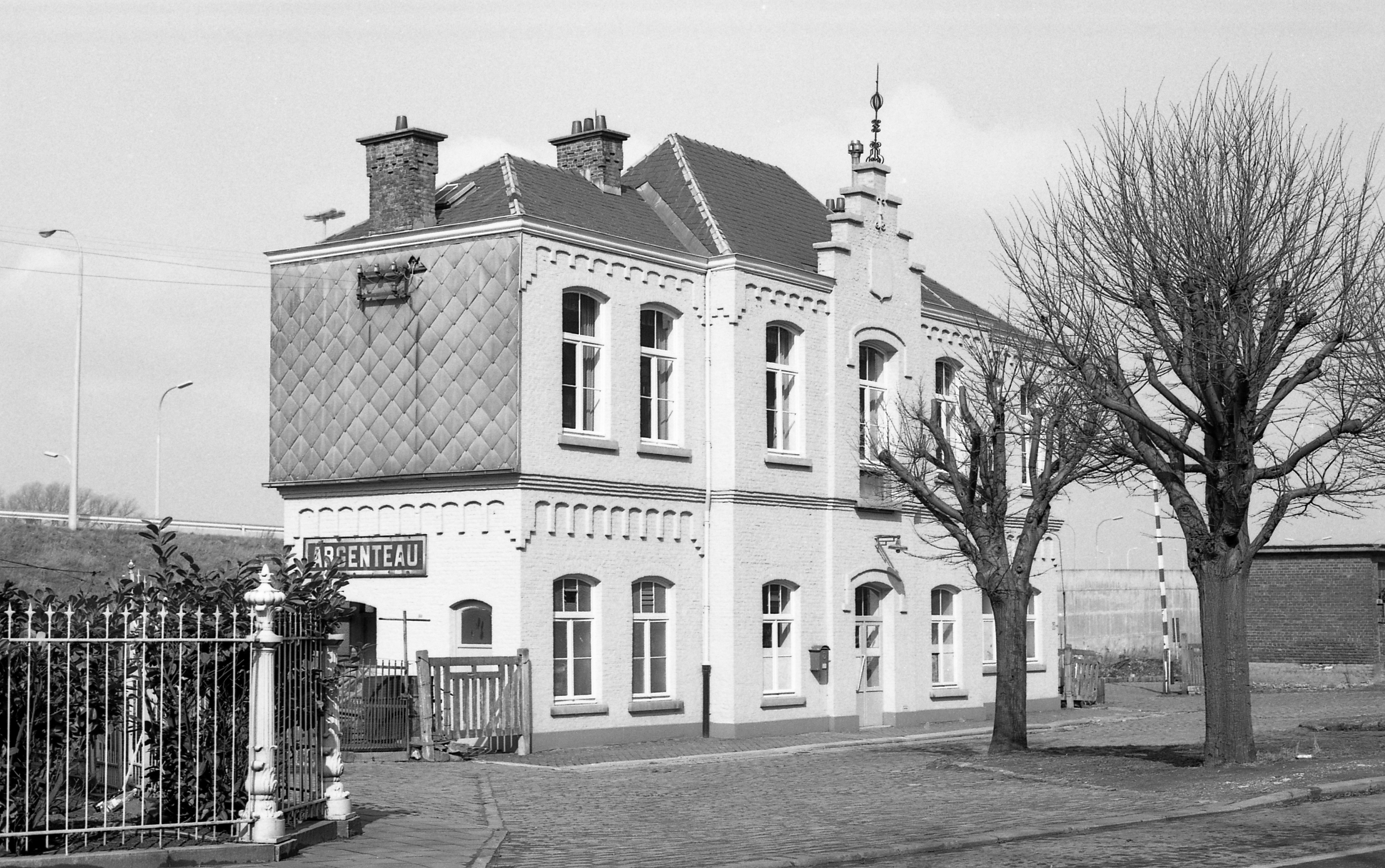
La gare d'Argenteau le 17 mars 1978.
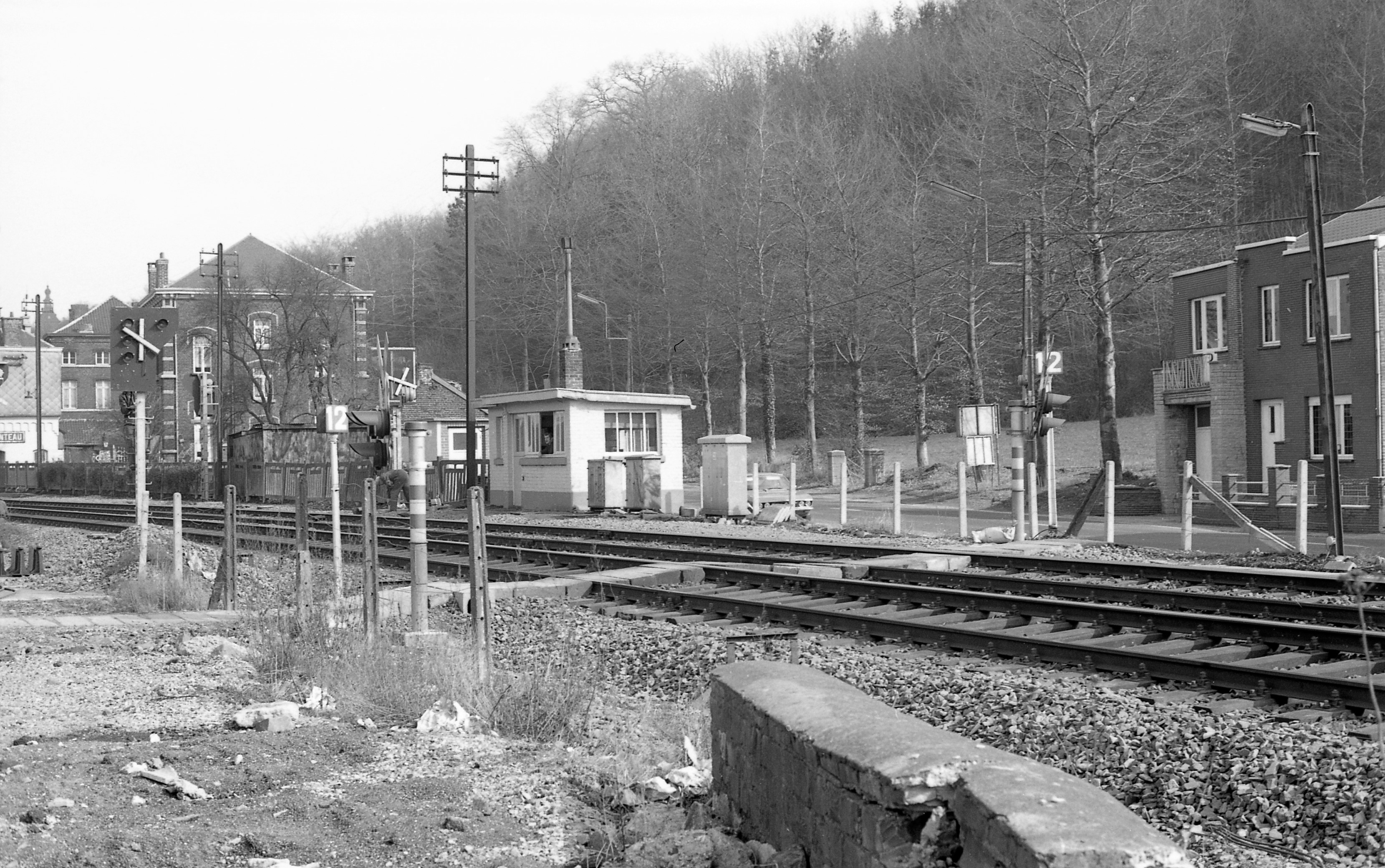
Le block 9 et le PN piétons ayant remplacé le PN 22 le 17 mars 1978.
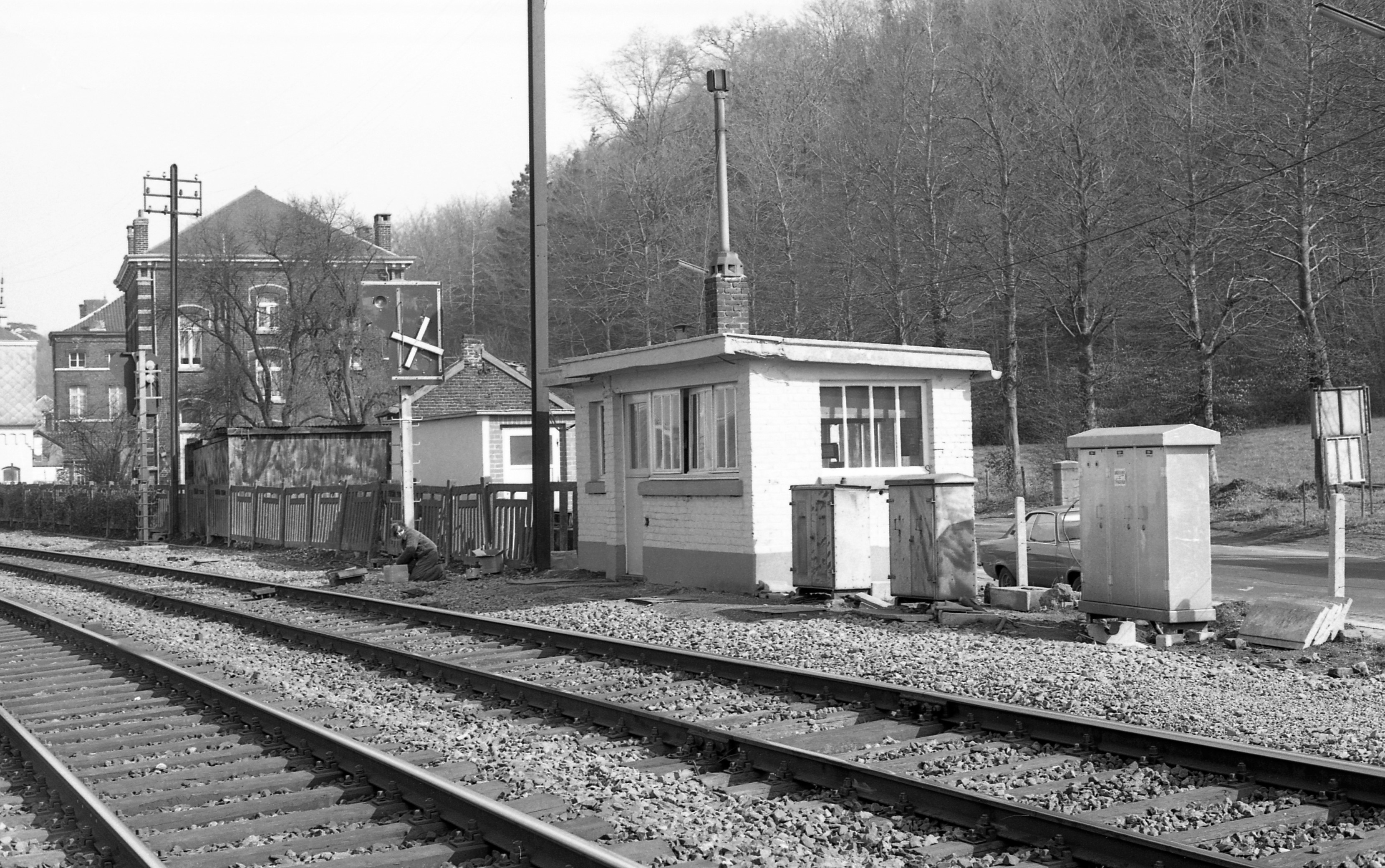
Le block 9 le 17 mars 1978
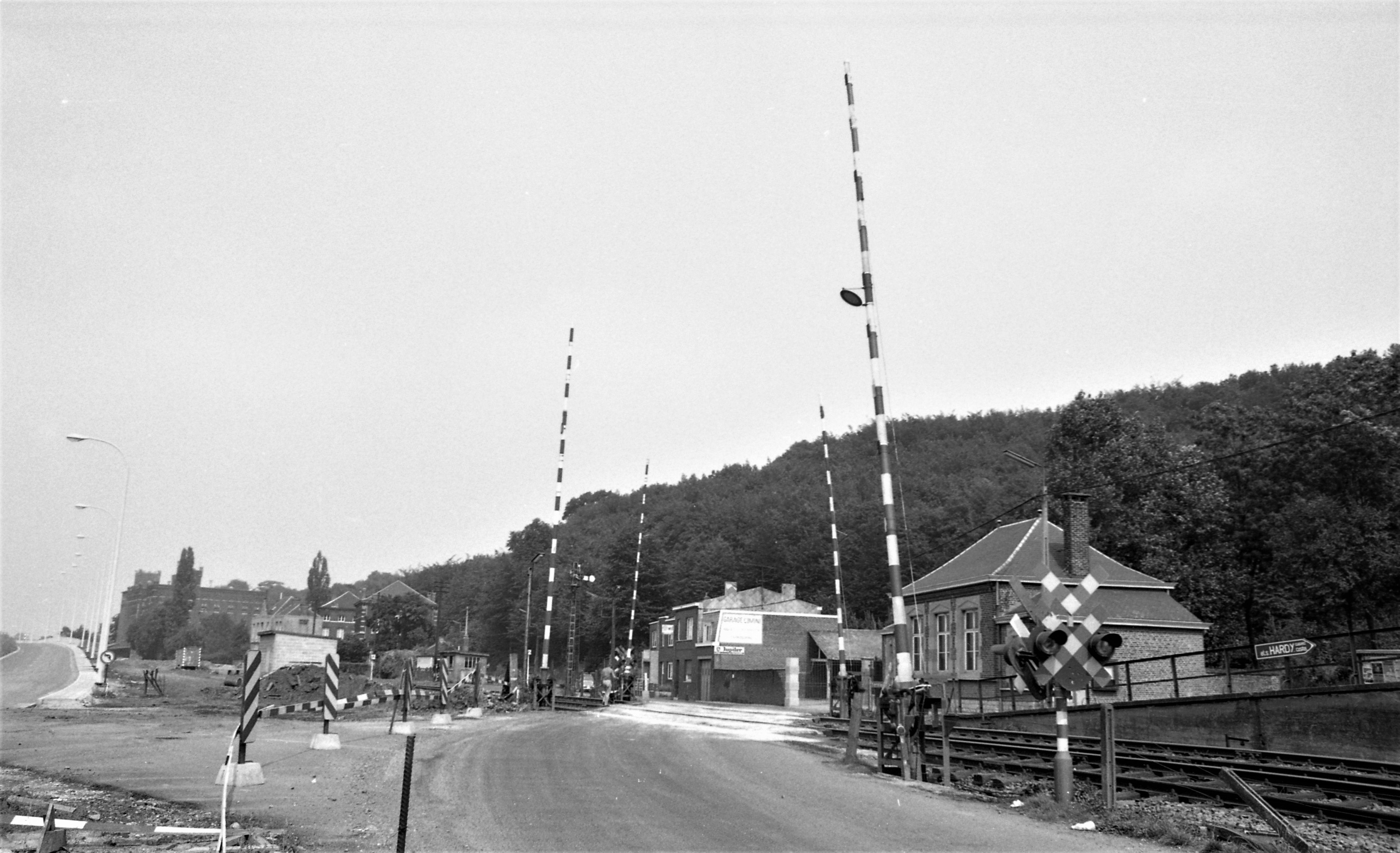
Le PN 22 de la route Visé - Jupille avant sa suppression  - 12.08.1975